# 李茂芳
李茂芳（？—1424年），舒城人，明朝富陽侯。明成祖的外孙。
李茂芳是李讓和永平公主的儿子，李让去世后，李茂芳嗣富阳侯。明仁宗即位，因为李茂芳和母亲永平公主在明成祖時有逆謀，被明仁宗廢為庶人，追奪其父李讓三代誥券。同年，李茂芳死去。天順元年（1457年），明英宗下詔封李茂芳之子李輿为伯爵。成化年間，明宪宗授李輿之子李欽为長陵衛指揮僉事。